# Vereinigte Breslauer Sportfreunde
Vereinigte Breslauer Sportfreunde – niemiecki klub sportowy piłki nożnej z siedzibą we Wrocławiu, działający w latach 1904–1933.

## Historia
Klub został założony w 1904 roku jako SC 1904 Breslau, zaś 1911 zmienił nazwę na Verein Breslauer Sportfreunde. W 1913 roku doszło do fuzji z klubem Preußen Breslau i ponownej zmiany klubu na Vereinigte Breslauer Sportfreunde. Klub do rozpoczęcia I wojny światowej dominował w rozgrywkach Südostdeutscher Fussball Verband (Południowo-wschodniego Niemieckiego Związku Piłkarskiego). I wojna światowa przerwała rozgrywki piłkarskie w Niemczech na czas od 1914 do 1919. Po zakończeniu wojny VBS dominował w Południowo-wschodniej regionalnej lidze. Klub pokonał w Derbach Śląska Beuthen 09 w kwalifikacyjnym meczu w rozgrywkach pucharowych o mistrzostwo Niemiec (5:1), a potem Askanię z wynikiem 1:0 w półfinałowym meczu. Drużyna zdobyła mistrzostwo dywizji, wygrywając 6:2 z Viktorią Forst. Ten tytuł pozwolił awansować do rozgrywek pucharowych o mistrzostwo Niemiec. Klub był pokonany przez Union Oberschöneweide 3:2 w ćwierćfinale, wcześniej wygrywając 4:0 z SpVgg Fürth. W sezonach 1920-21 klub zdobył mistrzowskie tytuły, pokonując 2:1 klub Viktoria, ale w rozgrywkach pucharowych o mistrzostwo Niemiec przegrał 1:2 z klubem Wacker Halle.
VBS potem kolejne trzy sezony (1922-24) wygrywał mistrzostwo. W 1922 w rozgrywkach pucharowych o mistrzostwo Niemiec klub został pokonany przez Viktorię Forst (1:6), a mistrzowski tytuł zdobył, wygrywając z Viktorią 7:3 w półfinale oraz w kolejnym pojedynku Dolny Śląsk - Górny Śląsk Preußen Kattowitz 5:1 w finale. Ćwierćfinałowe mecze rozgrywek pucharowych o mistrzostwo Niemiec zostały zakończone porażkami: 0:4 z SpVgg Fürth w 1923 i 0:3 z Hamburger SV w 1924.
Potem klub zdobył swój ostatni mistrzowski tytuł regionalny w 1927 i przegrywał w rozgrywkach pucharowych (1/8 finału) w 1927, 1928 i 1930. W 1933 VBS połączył się z Breslauer Sportclub 08, tworząc Breslauer SpVg 02.
Najbardziej znany piłkarz klubu, Camillo Ugi był powoływany do narodowej drużyny Niemiec.

## Sukcesy
- mistrz Südostdeutscher Fussball Verband (Południowo-wschodni Niemiecki Związek Piłkarski) (6x) : 1920, 1921, 1922, 1923, 1924, 1927